# Balliol College
Balliol College /ˈbeɪliəl/ es uno de los colleges que constituyen la Universidad de Oxford, en el Reino Unido.

## Historia
Fue fundado en 1263 por Jean de Bailleul, señor escocés de origen normando, bajo el auspicio del obispo de Durham. Al morir este en 1269, su viuda, Dervorguilla de Galloway, hace que la fundación sea definitiva: aportó más bienes y, en 1282, regula sus estatutos como colegio. Durante mucho tiempo es de modesta importancia y en el siglo XVI, se significa por su fidelidad a la Iglesia católica y su oposición al anglicanismo.
La Revolución inglesa golpea con dureza al college, que se ve obligado a apoyar a la Corona en 1642 con un "préstamo" de sus reservas de oro y plata, que a día de hoy aún no se ha reembolsado. En 1666, el gran incendio de Londres destruyó algunas de sus propiedades, agravando su ya precaria situación económica. Hasta principios del siglo XVIII el colegio no recuperará el equilibrio financiero.
Bajo la dirección de Benjamín Jowett (1870–1893), el colegio aumenta su relevancia y llega a ser uno de los más reputados de la Universidad de Oxford.

## Estudiantes y antiguos estudiantes
Tradicionalmente, sus estudiantes se hallaban entre los más comprometidos políticamente de la Universidad. Cuatro de los primeros ministros británicos son antiguos alumnos de este college: Herbert Henry Asquith, Harold Macmillan, Edward Heath y Boris Johnson. Balliol también acoge a un importante número de estudiantes extranjeros.
Entre los antiguos alumnos de Balliol:
- John L. Austin, filósofo del lenguaje.
- Christopher Hitchens, periodista, escritor y héroe intelectual angloamericano.
- Michael Sandel, filósofo e intelectual público.
- Eric Stenbock, escritor de poesía y ficción decadente y macabra.
- Nelson Annandale, zoólogo y antropóloo.
- John Beazley, historiador del arte.
- Cyril Connolly, escritor.
- Robertson Davies, escritor.
- Richard Dawkins, etólogo.
- Kenneth Dover, historiador.
- Graham Greene, escritor.
- Harald V de Noruega, rey de Noruega.
- Aldous Huxley, escritor.
- Olaf V de Noruega, rey de Noruega.
- Masako, Emperatriz del Japón.
- Adam Smith, economista.
- Cosmo Gordon Lang, arzobispo de Canterbury.
- John Langshaw Austin, filósofo del lenguaje.
- Algernon Swinburne, poeta.
- Arnold Toynbee, historiador.
- Richard von Weizsäcker, presidente de Alemania.
- John Wyclif, reformador.
- Julio Irazusta, ensayista e historiador argentino.

El colegio está situado bajo la protección de santa Catalina de Alejandría. Está hermanado con el colegio de St John's College (Cambridge).